# Too Much Harmony

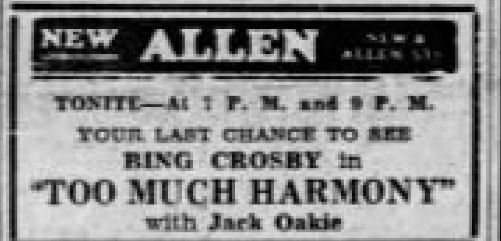
Propaganda de jornal para divulgação de filme

Too Much Harmony é um filme estadunidense de 1933, do gênero comédia musical, dirigido por A. Edward Sutherland e estrelado por Bing Crosby e Jack Oakie. Terceiro trabalho de Crosby na Paramount, o filme traz canções de Arthur Johnston e Sam Coslow, entre elas os sucessos Thanks e Black Moonlight.

## Sinopse
Encalhado a contragosto em pequena cidade do interior de Ohio, devido a problemas com o avião que o levava para Nova Iorque, o astro da Broadway Eddie Bronson encontra três talentosos artistas locais e procura ajudá-los.

## Elenco
| Ator/Atriz                 | Personagem      |
| -------------------------- | --------------- |
| Bing Crosby                | Eddie Bronson   |
| Jack Oakie                 | Benny Day       |
| Richard 'Skeets' Gallagher | Johnny Dixon    |
| Harry Green                | Max Merlin      |
| Judith Allen               | Ruth Brown      |
| Lilyan Tashman             | Lucille Watkins |
| Ned Sparks                 | Lem Spawn       |
| Kitty Kelly                | Patsy Duggan    |